# HD114330
HD114330 — хімічно пекулярна зоря спектрального класу A5, що має видиму зоряну величину в смузі V приблизно  9,0.
Вона знаходиться у сузір'ї Діви на відстані близько 415,0 світлових років від Сонця
й наближається до нас зі швидкістю Vr = -4,2 ± 2,1 км/сек.

## Фізичні характеристики
Зоря HD114330 обертається порівняно повільно навколо своєї осі. Проєкція її екваторіальної швидкості на промінь зору становить  Vsin(i)= 18км/сек. Застосовуючи Фур'є перетворення для аналізу профілів ліній в спектрі HD114330 Діаз та ін. (2011) отримали для цієї зорі значно менше значення Vsin(i)= 7,4 ± 0,5 км/сек.

## Магнітне поле
Спектр даної зорі вказує на наявність магнітного поля у її зоряній атмосфері.
Напруженість повздовжної компоненти поля оціненої з аналізу
крил ліній Бальмера становить    9,0±  30,0 Гаус.